# Fraternitas Rosicruciana Antiqua

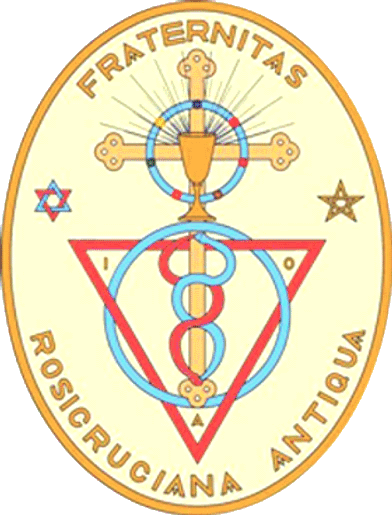
Heráldica da Fraternitas Rosicruciana Antiqua.

A Fraternitas Rosicruciana Antiqua (F.R.A. ou Fra. RC Antiqua) é uma das mais tradicionais fraternidades rosacruzes, possuindo ramificações em vários países, notadamente na América Latina. A ela, encontra-se vinculada a Ecclesia Gnostica.

## Esboço histórico
A F.R.A. foi fundada em 1928 pelo médico e ocultista alemão (Heinrich) Arnold Krumm-Heller (1876-1949), conhecido nos círculos esotéricos como Mestre Huiracocha, destacado iniciado da Ordem Martinista, da Ordre Kabbalistique de la Rose+Croix, do Antigo e Primitivo Rito de Memphis-Mizraim, da Hermetic Brotherhood of Luxor, da Societas Rosicruciana in Anglia, do Collegium Pansophicum e da Ordo Templi Orientis de Theodor Reuss, bem como Patriarca da Igreja Gnóstica por sucessão de Ernst Christian Heinrich Peithman (Basilides).
A despeito do ano de fundação da F.R.A., é certo que, já em 1921, o Dr. Krumm-Heller apresentava-se publicamente, ao lado de Theodor Reuss (Peregrinus), como membro do círculo hermético de Rosacruzes alemães anteriormente capitaneado por Karl Kellner e Franz Hartmann e co-fundador da Societas Rosicruciana in Germania et Austria. Já no início de 1928, anunciava, em sua Revista Rosa-Cruz, a criação de uma "nova seção, sob os auspícios e a proteção do Templo Central, chamada Fadas e Mosqueteiros Rosa-Cruz", de declarada inspiração Arturiana, cerimonialmente instalada com a assistência do "Maestro Recnartus" (Heinrich Tränker) e voltada especialmente "aos jovens e às damas".
No Brasil, a organização foi instalada em São Paulo, no ano de 1933, pelo italiano Giuseppe Cagliostro Cambareri, sob a denominação "Augusta Fraternidade Branca Rosa Cruz Antiga". Ainda no mesmo ano, sua sede foi transferida para o Rio de Janeiro, e sua direção, confiada a Joaquim Soares de Oliveira (Thurizar) - primeiro Soberano Comendador da F.R.A. no Brasil. A Oliveira, seguiram-se Duval Ernani de Paula (Coaracyporã) e o atual Comendador, Alair P. de Carvalho (Tonapa).
Em 25 de março de 1940, foi deliberada e aprovada em assembleia geral a alteração da denominação da sociedade para "Fraternitas Rosicruciana Antiqua".
Tendo perdido contato com a sede alemã durante a 2ª Guerra Mundial, a F.R.A. brasileira, seguindo os passos da F.R.A. chilena, liderada por Elias Bucheli (Hagal), estabeleceu laços institucionais com a Fraternitas Rosae Crucis (FRC), irmandade fundada por Reuben Swinburne Clymer, sediada nos EUA. O próprio Dr. Krumm-Heller veio a subscrever, em 1948, os estatutos da "Fédération Universelle des Ordres, Sociétés et Fraternités de Initiés - F.U.D.O.S.F.I.", organizada por Clymer com o apoio de Constant Chevillon. Em troca, foi nomeado membro do "Grande Conselho de Três" para Alemanha e Áustria.
O encontro pessoal entre Krumm-Heller e R.S. Clymer deveria ocorrer por ocasião da "Suprema Grande Cúpula" da F.U.D.O.S.F.I., em Zurique, no ano de 1950. Contudo, o Dr. Krumm faleceu no ano anterior, ainda bastante abatido pelos horrores da guerra.
É interessante salientar que, após o falecimento de seu fundador, em 1949, a F.R.A. deveria ter sua sede mundial (denominada "Summum Supremum Sanctuarium") transferida para o Planalto Central brasileiro. Disto havia sido encarregado o Doutor Albert Wolff, discípulo alemão do Dr. Krumm-Heller, que veio a fixar-se em Juiz de Fora, MG. Ocorre que o Dr. Wolff faleceu pouco tempo após o Mestre Huiracocha, tendo a lacuna sido preenchida pelo filho deste último, Parsival Krumm-Heller, que, em meados da década de 1950, transferiu o Summum Supremum Sanctuarium da Alemanha para a Austrália, onde fixou residência.
Segundo Marcelo Ramos Motta, Parsival Krumm-Heller relatara que o Mestre Huiracocha, pouco antes de sua morte, havia determinado que a ligação entre a F.R.A. e a F.R.C. fosse desfeita.
Ante a forte resistência de alguns grupos Sul-Americanos à determinação de imediada desvinculação da F.R.C. e sabedor de que seu pai desejava que a F.R.A. pudesse desenvolver-se livremente em cada país na qual instalada, Parsival Krumm-Heller, em 1956, afastou-se da direção mundial da Fraternidade, fato que teve por consequência a fragmentação da organização em diversas Comendadorias regionais autônomas. Mais tarde, Parsival confidenciaria a Santos que o Mestre Huiracocha previra o seu afastamento naquele ano, a plena emancipação das Comendadorias após um período turbulento e, passados 50 anos, uma reaproximação entre as diversas ramificações.
É sabido que pouquíssimos foram os discípulos e correspondentes com quem Parsival manteve contato e instruiu. Entre estes, estavam dois membros da F.R.A. brasileira: Tito Costa, a quem Parsival estendeu os direitos autorais da obra de seu pai, e Marcelo Alexandrino da Costa Santos (Zadkiel), a quem, em 2001, nomeou "Enviado Especial e Embaixador da Fra. R.C. Antiqua", incumbindo-o de construir pontes fraternas entre as diversas Comendadorias ainda ativas.
Em 10 de maio de 2005, Parsival Krumm-Heller constituiu uma Comendadoria da F.R.A. para a Austrália, Nova Zelândia e Ásia, nomeando Hector Cuellar-Castellanos (Hermes de Orion), imigrante de El Salvador, para o cargo de "Gran Comendador" em tais localidades. Pouco mais de três anos depois, em 17 de junho de 2008, Parsival faleceu em Sydney aos 83 anos de idade.
Atualmente, a F.R.A. encontra-se ativa na Argentina, Austrália, Brasil, Chile, Colômbia, Costa Rica, Cuba, Estados Unidos, México, Peru e Venezuela, havendo, ainda, antigos membros na Espanha e na Itália. Tal como previsto pelo Dr. Krumm-Heller, a distância entre esses ramos vem sendo consideravelmente reduzida graças, principalmente, à atuação da Embaixada instituída por Parsival Krumm-Heller, à facilidade de localização pelas ferramentas de busca na internet e de comunicação por e-mail, bem como às redes sociais virtuais, que agregam os membros da Fraternidade esparsos pelas diversas Comendadorias ao redor do globo.
Em alguns dos países acima, podem ser encontradas atividades organizadas de duas ou mais linhas de sucessão, que costumam manter uma relação de neutra para cordial, posto que distante, entre si. A título de exemplo, podem ser citadas a convivência entre a F.R.A. e a "Escola Rosacruz - HEFRA" na Venezuela; entre a F.R.A., a "Fraternidad Rosacruz de Colombia" e o Capítulo Joaquim Soares de Oliveira II do ramo brasileiro, na Colômbia; e entre as ramificações lideradas por Roberto Toca (Sar Mar Profeta), provinda de Cuba, e Alberto Lacava (Zohariel), provinda da Espanha, ambas instaladas nos Estados Unidos. Também no Brasil, instalaram-se, nas décadas de 1990 e 2000, duas outras ramificações da F.R.A. - a primeira sob a denominação de "FRAIN - Fraternitas Rosicruciana Antiqua Internacional", liderada por Sebastião Carvalho (Genelohim), fundador do Sagrado Círculo de Thelema; e a segunda, denominada "Colégio Rosa+cruz no Brasil", liderada por Marcos Pereira (Basilides), remontando ao círculo de iniciados de Dionisio Ballester (Aureolus), nomeado Comendador da Fraternitas Rosicruciana Antiqua na Espanha por Arnoldo Krumm-Heller, em 1931.

## Características
Originariamente, a F.R.A. possuía apenas um círculo externo e um círculo interno, formado por iniciados que celebravam o "Ritual Rosacruz" elaborado pelo Mestre Huiracocha. Na década de 30, algumas Aulae Lucis ("Lojas") já funcionavam com dois graus - o segundo com um ritual próprio, também elaborado pelo fundador da Fraternidade. Mais tarde, um terceiro grau foi ativado, não havendo, porém, conformidade entre as Comendadorias que adotaram um Ritual específico para esse nível. Há, no entanto, dois traços comuns entre os rituais regionalmente adotados para o terceiro grau: 1 - trata-se de antiquíssimos Rituais provenientes do Egito e não escritos, portanto, pelo Mestre Huiracocha; e 2 - os temas e o referencial teórico, em todos os casos, são díspares daqueles encontrados nos dois primeiros graus.
Nos dias de hoje, cada ramo possui seu próprio sistema de graus, que vão desde apenas os dois círculos originais, até aqueles que atribuem um grau a cada curso do Dr. Krumm-Heller.
O Mestre Huiracocha deixou diversas instruções, algumas delas espalhadas por seus livros e artigos, outras reservadas aos membros da Fraternitas Rosicruciana Antiqua. Os Cursos esotéricos de autoria do Mestre Huiracocha reservados aos membros da F.R.A. são:
- Metafísica Prática;
- Magia Zodiacal;
- Magia Rúnica;
- Curso Superior de Cabala;
- Taumaturgia;
- Pedra Filosofal.

Em 1951, um novo curso, baseado em manuscritos secretos da Hermetic Brotherhood of Luxor, passou a ser distribuído "aos membros escolhidos do Summum Supremum Sanctuarium". Tal curso teria sido finalizado pelo filho do Mestre Huiracocha, Parsival Krumm-Heller, a partir de anotações deixadas por seu pai. Em algumas ramificações, esse curso passou a ser conhecido como "Curso Superior" ou "Magia Sexual". Em outras, não foi incorporado ao currículo de estudos.
Dada a autonomia de cada ramificação, outros cursos, escritos por seus mais destacados integrantes, como Israel Rojas, J. Elias Bucheli, Dr. Duval Ernani de Paula e Dr. Jorge Adoum, têm sido agregados ao currículo da Fraternitas Rosicruciana Antiqua, dando uma nota distintiva às várias manifestações dessa Fraternidade.
É possível localizarem-se alguns cursos esotéricos da FRA na internet. Porém, deve ser ressaltado que trata-se de versões incompletas e desprovidas das instruções necessárias a seu correto entendimento. Assim, a prática por indivíduos não iniciados na Fraternidade e/ou pessoalmente instruídos quanto a sua realização tende a ser ineficaz, quando não prejudicial.

## Cidades com sedes e filiadas

### Brasil
- Goiânia
- Juiz de Fora
- Niterói
- Santos Dumont
- São Paulo
- Recife
- Rio de Janeiro

### Colômbia
- Neiva